# Liste des sites mégalithiques du Shropshire
Cette liste non exhaustive recense les principaux sites mégalithiques du Shropshire.

## Cartographie
Localisation des principaux sites mégalithiques du Shropshire
| : Complexes mégalithiques · : Alignements, henges, cromlechs · : Dolmens, menhirs, tumulus, cairns · |

## Liste
| Site                 | Type     | Notes | Coordonnées                 | Image |
| -------------------- | -------- | ----- | --------------------------- | ----- |
| Hoarstones (en)      | Cromlech |       | 52° 35′ 34″ N, 2° 59′ 57″ O |       |
| Mitchell's Fold (en) | Cromlech |       | 52° 34′ 43″ N, 3° 01′ 34″ O |       |